# Az Amynek ítélve epizódjainak listája
Ez a cikk az Amynek ítélve című sorozat epizódjait tartalmazza.

## Évados áttekintés
| Évad | Évad | Epizódok | Eredeti sugárzás     | Eredeti sugárzás | Eredeti adó |
| Évad | Évad | Epizódok | Évadpremier          | Évadfinálé       | Eredeti adó |
| ---- | ---- | -------- | -------------------- | ---------------- | ----------- |
|      | 1    | 23       | 1999. szeptember 19. | 2000. május 23.  | CBS         |
|      | 2    | 22       | 2000. október 10.    | 2001. május 22.  | CBS         |
|      | 3    | 24       | 2001. szeptember 25. | 2002. május 21.  | CBS         |
|      | 4    | 24       | 2002. október 1.     | 2003. május 13.  | CBS         |
|      | 5    | 23       | 2003. szeptember 23. | 2004. május 18.  | CBS         |
|      | 6    | 22       | 2004. szeptember 28. | 2005. május 3.   | CBS         |

## 1. évad (1999-2000)
| Sor. | Év. | Cím                                                  | Rendező           | Író                                                                                      | Premier              |
| ---- | --- | ---------------------------------------------------- | ----------------- | ---------------------------------------------------------------------------------------- | -------------------- |
| 1.   | 1.  | Bevezető rész (Pilot)                                | James Hayman      | Történet: John Tinker és Bill D'Elia Tévéjáték: Barbara Hall, John Tinker és Bill D'Elia | 1999. szeptember 19. |
| 2.   | 2.  | Rövid napirend (Short Calendar)                      | Jack Bender       | Nicole Yorkin és Dawn Prestwich                                                          | 1999. szeptember 21. |
| 3.   | 3.  | Bírósági tárgyalás (Trial by Jury)                   | James Hayman      | Natalie Chaidez                                                                          | 1999. szeptember 28. |
| 4.   | 4.  | Áldozati lélek (Victim Soul)                         | James Frawley     | Barbara Hall                                                                             | 1999. október 5.     |
| 5.   | 5.  | Az utolsó tangó Hartfordban (Last Tango in Hartford) | James Frawley     | Nicole Yorkin és Dawn Prestwich                                                          | 1999. október 12.    |
| 6.   | 6.  | Boszorkányüldözés (Witch Hunt)                       | Ken Olin          | Paul Karon                                                                               | 1999. október 19.    |
| 7.   | 7.  | Pártatlan elfogultság (Impartial Bias)               | James Hayman      | David W. Zucker                                                                          | 1999. november 2.    |
| 8.   | 8.  | Halálközeli élmény (Near Death Experince)            | Kevin Dowling     | Angel Dean Lopez                                                                         | 1999. november 9.    |
| 9.   | 9.  | Kis lépések (The Persistence of Tectonics)           | Joe Ann Fogle     | Randall Caldwell                                                                         | 1999. november 23.   |
| 10.  | 10. | Sok jó ember, kis helyen is elfér! (Crowded House)   | Martha Mitchell   | Lyla Oliver                                                                              | 1999. november 30.   |
| 11.  | 11. | Az ártatlanság vélelme (Presumed Innocent)           | James Hayman      | Natalie Chaidez                                                                          | 1999. december 14.   |
| 12.  | 12. | Elkényeztetett gyerek (Spoil the Child)              | Kristoffer Tabori | Nicole Yorkin és Dawn Prestwich                                                          | 2000. január 11.     |
| 13.  | 13. | Nullától hatvanig (Zero to Sixty)                    | Anita W. Addison  | David Silverman és Marcy Gray Rubin                                                      | 2000. január 18.     |
| 14.  | 14. | Rázva, nem keverve (Shaken, Not Stirred)             | David Semel       | Kerry Lenhart és John J. Sakmar                                                          | 2000. február 8.     |
| 15.  | 15. | Kúltúrák találkozása (Culture Class)                 | Jack Bender       | Ted Mann                                                                                 | 2000. február 15.    |
| 16.  | 16. | Hajnali órák (The Wee Hours)                         | James Hayman      | Hart Hanson                                                                              | 2000. február 22.    |
| 17.  | 17. | Van egy határ (Drawing the Line)                     | Jack Bender       | Lyla Oliver és Randall Caldwell                                                          | 2000. február 29.    |
| 18.  | 18. | Az érintés (Human Touch)                             | Martha Mitchell   | Joshua Stern                                                                             | 2000. március 21.    |
| 19.  | 19. | A városon kívüliek (The Out-of-Towners)              | Bob McCracken     | Hart Hanson és David W. Zucker                                                           | 2000. április 18.    |
| 20.  | 20. | Isten-dolog (The God Thing)                          | Kevin Dowling     | Karen Hall                                                                               | 2000. május 2.       |
| 21.  | 21. | Gray kontra Gray (Gray vs. Gray)                     | James Hayman      | Kerry Lenhart és John J. Sakmar                                                          | 2000. május 9.       |
| 22.  | 22. | Hallasd a hangod (Not with a Whimper)                | David Platt       | Nicole Yorkin és Dawn Prestwich                                                          | 2000. május 16.      |
| 23.  | 23. | A múlt árnyai (Blast from the Past)                  | James Hayman      | Barbara Hall                                                                             | 2000. május 23.      |

## 2. évad (2000-2001)
| Sor. | Év. | Cím | Rendező           | Író                                                       | Premier            |
| ---- | --- | --- | ----------------- | --------------------------------------------------------- | ------------------ |
| 24.  | 1.  | Zéró tolerancia (Zero Tolerance)                                                                                      | James Hayman      | Barbara Hall                                              | 2000. október 10.  |
| 25.  | 2.  | Nem vagy a főnököm (You're Not the Boss of Me)                                                                        | Kevin Dowling     | Nicole Yorkin és Dawn Prestwich                           | 2000. október 24.  |
| 26.  | 3.  | Ösztönök (Instincts)                                                                                                  | Martin Davidson   | Lyla Oliver                                               | 2000. október 31.  |
| 27.  | 4.  | Bizonyítások (Convictions)                                                                                            | Martha Mitchell   | Randall Caldwell                                          | 2000. november 14. |
| 28.  | 5.  | Szükségtelen durvaság (Unnecessary Roughness)                                                                         | David Platt       | Hart Hanson                                               | 2000. november 21. |
| 29.  | 6.  | Távlati terhek (The Burden of Perspective)                                                                            | Kristoffer Tabori | Joseph Dougherty                                          | 2000. november 28. |
| 30.  | 7.  | Kutyameleg (Dog Days)                                                                                                 | James Hayman      | Karen Hall                                                | 2000. december 12. |
| 31.  | 8.  | Vízivilág (Waterworld)                                                                                                | Bob McCracken     | Nicole Yorkin és Dawn Prestwich                           | 2000. december 19. |
| 32.  | 9.  | Örvény (The Undertow)                                                                                                 | Jack Bender       | Hart Hanson                                               | 2001. január 9.    |
| 33.  | 10. | Örökbefogadás napja (Adoption Day)                                                                                    | James Hayman      | Paul Karon                                                | 2001. január 16.   |
| 34.  | 11. | Mélyeszd a karmod (The Claw is Our Master)                                                                            | Arvin Brown       | Karen Hall                                                | 2001. január 30.   |
| 35.  | 12. | A 38-as cipő (8 1/2 Narrow)                                                                                           | Helen Shaver      | Joseph Dougherty                                          | 2001. február 6.   |
| 36.  | 13. | A kezdet, a vég, és ami közte kavarog (The Beginning, the End, and the Murky Middle)                                  | Elodie Keene      | Thad Mumford                                              | 2001. február 13.  |
| 37.  | 14. | Útravaló (One For the Road)                                                                                           | Brad Silberling   | Lyla Oliver                                               | 2001. február 20.  |
| 38.  | 15. | Átverés (The Treachery of Compromise)                                                                                 | Andrew Robinson   | Randall Caldwell                                          | 2001. február 27.  |
| 39.  | 16. | Mindenki elbukik (Everybody Falls Down)                                                                               | Jack Bender       | Történet: Sibyl Gardner Tévéjáték: Joseph Dougherty       | 2001. március 20.  |
| 40.  | 17. | Rómeónak és Júliának meg kell halni - vagyis inkább csak Júliának (Romeo and Juliet Must Die—Well, Maybe Just Juliet) | Kristoffer Tabori | Hart Hanson                                               | 2001. április 10.  |
| 41.  | 18. | Nincs bocsánat (The Unforgiven)                                                                                       | James Hayman      | Történet: Karen Hall és Hart Hanson Tévéjáték: Karen Hall | 2001. április 24.  |
| 42.  | 19. | Kérj, és megadatik (Between the Wanting and the Getting)                                                              | Joseph Dougherty  | Dawn Prestwich, Nicole Yorkin és Joseph Dougherty         | 2001. május 1.     |
| 43.  | 20. | Büntetés (Grounded)                                                                                                   | James Hayman      | Dawn Comer Jefferson                                      | 2001. május 8.     |
| 44.  | 21. | Vöröshajú mostohagyerek (Redheaded Stepchild)                                                                         | James Hayman      | Barbara Hall, Karen Hall és Hart Hanson                   | 2001. május 15.    |
| 45.  | 22. | Kapaszkodj erősen! (Hold on Tight)                                                                                    | Kenneth Zunder    | Barbara Hall                                              | 2001. május 22.    |

## 3. évad (2001-2002)
| Sor. | Év. | Cím                                                                                   | Rendező             | Író                                                                | Premier              |
| ---- | --- | ------------------------------------------------------------------------------------- | ------------------- | ------------------------------------------------------------------ | -------------------- |
| 46.  | 1.  | Az utolsó szó (The Last Word)                                                         | Daniel Sackheim     | Barbara Hall                                                       | 2001. szeptember 25. |
| 47.  | 2.  | Önellátás (Off the Grid)                                                              | Jack Bender         | Joseph Dougherty                                                   | 2001. október 2.     |
| 48.  | 3.  | Fény az alagút végén (Darkness for Light)                                             | David Platt         | Hart Hanson                                                        | 2001. október 9.     |
| 49.  | 4.  | A helyes dolog (The Right Thing to Do)                                                | Joanna Kerns        | Barbara Hall                                                       | 2001. október 16.    |
| 50.  | 5.  | Nézd meg jobban! (Look Closer)                                                        | Paul Michael Glaser | Lyla Oliver                                                        | 2001. október 23.    |
| 51.  | 6.  | A családi lét elviselhetetlen könnyűsége (The Unbearable Lightness of Being Family)   | Janet Davidson      | Randall Caldwell                                                   | 2001. október 30.    |
| 52.  | 7.  | Kényes helyzet (Imbroglio)                                                            | Daniel Sackheim     | Robert Girardi                                                     | 2001. november 6.    |
| 53.  | 8.  | Váratlan segítség (Rights of Passage)                                                 | Andrew Robinson     | Paul Guyot                                                         | 2001. november 20.   |
| 54.  | 9.  | Meglep a gravitáció (Surprised by Gravity)                                            | Kevin Dowling       | Joseph Dougherty                                                   | 2001. november 27.   |
| 55.  | 10. | Határsértés (Beating the Bounds)                                                      | Keith Samples       | Hart Hanson                                                        | 2001. december 11.   |
| 56.  | 11. | Bűn és döbbenet (Crime and Puzzlement)                                                | Elodie Keene        | Karen Hall                                                         | 2001. december 18.   |
| 57.  | 12. | Ki lőtte le Dicket? (Who Shot Dick?)                                                  | Nancy Malone        | Barbara Hall                                                       | 2002. január 8.      |
| 58.  | 13. | A pénzes bödön szakácsa (The Cook of the Money Pot)                                   | James Hayman        | Lyla Oliver                                                        | 2002. január 15.     |
| 59.  | 14. | A dinoszauruszok kihalása (The Extinction of the Dinosaurs)                           | Lee Shallat-Chemel  | Randall Caldwell                                                   | 2002. január 22.     |
| 60.  | 15. | A korrektség álcája (Can They Do That With Vegetables?)                               | Thomas R. Moore     | Dawn Comer Jefferson                                               | 2002. február 5.     |
| 61.  | 16. | Nők kaktuszokban egy összetekeredett patkánnyal (Woman in Cacti With a Curled Up Rat) | Joe Ann Fogle       | Karen Hall                                                         | 2002. február 26.    |
| 62.  | 17. | Nem botladozva, hanem táncolva (Not Stumbling, But Dancing)                           | Joseph Dougherty    | Joseph Dougherty                                                   | 2002. március 5.     |
| 63.  | 18. | Joglovagok (The Justice League of America)                                            | Martha Mitchell     | Hart Hansen                                                        | 2002. március 26.    |
| 64.  | 19. | A férfiak nem szörnyetegek (Men Aren't Monsters)                                      | Richard Gershman    | Stephen Neigher                                                    | 2002. április 2.     |
| 65.  | 20. | Bújócska (The Bottle Show)                                                            | Andrew Robinson     | Barry O'Brien                                                      | 2002. április 9.     |
| 66.  | 21. | Árhullám (Tidal Wave)                                                                 | Kevin Dowling       | Lyla Oliver és Randall Caldwell                                    | 2002. április 23.    |
| 67.  | 22. | A francia boston terrier (Boston Terriers from France)                                | Peter Levin         | Történet: Karen Hall Tévéjáték: Paul Guyot és Dawn Comer Jefferson | 2002. május 7.       |
| 68.  | 23. | Senki nem számít a spanyol inkvizícióra (Nobody Expects the Spanish Inquisition)      | Elodie Keene        | Hart Hanson                                                        | 2002. május 14.      |
| 69.  | 24. | Siess vissza! (Come Back Soon)                                                        | Daniel Sackheim     | Barbara Hall                                                       | 2002. május 21.      |

## 4. évad (2002-2003)
| Sor. | Év. | Cím                                                  | Rendező          | Író                                                                     | Premier            |
| ---- | --- | ---------------------------------------------------- | ---------------- | ----------------------------------------------------------------------- | ------------------ |
| 70.  | 1.  | A rendszer útvesztőjében (Lost in the System)        | James Frawley    | Barbara Hall                                                            | 2002. október 1.   |
| 71.  | 2.  | Csütörtöki gyermek (Thursday's Child)                | Joe Ann Fogle    | Hart Hanson                                                             | 2002. október 8.   |
| 72.  | 3.  | Idegen arcok (Every Stanger's Face I See)            | Peter Levin      | Alex Taub                                                               | 2002. október 15.  |
| 73.  | 4.  | A két torony árnyékában (The Frozen Zone)            | Alan Myerson     | Karen Hall                                                              | 2002. október 22.  |
| 74.  | 5.  | Riadalom (Cause for Alarm)                           | Elodie Keene     | Randall Caldwell                                                        | 2002. október 29.  |
| 75.  | 6.  | Rózsák és igazság (Roses and Truth)                  | Kevin Dowling    | Lyla Oliver                                                             | 2002. november 5.  |
| 76.  | 7.  | A veszteségek csökkentése (Damage Control)           | James Frawley    | Paul Guyot                                                              | 2002. november 12. |
| 77.  | 8.  | Egy szép kis nap (A Pretty Good Day)                 | Joe Ann Fogle    | Dawn Comer Jefferson                                                    | 2002. november 19. |
| 78.  | 9.  | Fiúkból férfiak (Boys to Men)                        | Helen Shaver     | Barbara Hall                                                            | 2002. november 26. |
| 79.  | 10. | Hazugok (People of the Lie)                          | Andrew Robinson  | Karen Hall                                                              | 2002. december 10. |
| 80.  | 11. | Eltűntnek nyílvánítva (Lost and Found)               | James Hayman     | Alex Taub                                                               | 2002. december 17. |
| 81.  | 12. | Ye Olde Freedom fogadó (Ye Olde Freedom Inn)         | Kevin Dowling    | Lyla Oliver                                                             | 2003. január 7.    |
| 82.  | 13. | A gyerek érdekében (The Best Interests of the Child) | Richard Gershman | Randall Caldwell                                                        | 2003. január 21.   |
| 83.  | 14. | Zsákbamacska (Wild Card)                             | Alan Myerson     | Matt Witten                                                             | 2003. február 4.   |
| 84.  | 15. | Vita (Maxine, Interrupted)                           | James Frawley    | Karen Hall                                                              | 2003. február 11.  |
| 85.  | 16. | A kiskorú (Sixteen Going on Seventeen)               | Fred Gerber      | Alex Taub                                                               | 2003. február 18.  |
| 86.  | 17. | Ericnek ítélve (Judging Eric)                        | Donna Deitch     | Hart Hanson                                                             | 2003. február 25.  |
| 87.  | 18. | Szálláskeresés (Looking for Quarters)                | James Hayman     | Paul Guyot                                                              | 2003. március 18.  |
| 88.  | 19. | Hoppá (Just Say Oops)                                | Helen Shaver     | Dawn Comer Jefferson                                                    | 2003. április 1.   |
| 89.  | 20. | Rekviem (Requiem)                                    | Peter Levin      | Barbara Hall                                                            | 2003. április 15.  |
| 90.  | 21. | Mindenkinek van ideálja (Picture of Perfect)         | Kenneth Zunder   | Stephanie Ripps                                                         | 2003. április 22.  |
| 91.  | 22. | Hartford (CSO: Hartford)                             | James Frawley    | Lyla Oliver és Paul Guyot                                               | 2003. április 29.  |
| 92.  | 23. | Tiniszerelem (Marry, Marry Quite Contrary)           | Alan Myerson     | James Stanley és Dianne Messina Stanley                                 | 2003. május 6.     |
| 93.  | 24. | Ijedtség és félelem (Shock and Awe)                  | James Frawley    | Történet: Alex Taub Tévéjáték: Randall Caldwell és Dawn Comer Jefferson | 2003. május 13.    |

## 5. évad (2003-2004)
| Sor. | Év. | Cím                                                             | Rendező             | Író                                                                        | Premier              |
| ---- | --- | --------------------------------------------------------------- | ------------------- | -------------------------------------------------------------------------- | -------------------- |
| 94.  | 1.  | Émelygés (Motion Sickness)                                      | James Frawley       | Alex Taub                                                                  | 2003. szeptember 23. |
| 95.  | 2.  | Lefelé (Going Down)                                             | Paul Michael Glaser | Karen Hall                                                                 | 2003. szeptember 30. |
| 96.  | 3.  | A felek távollétében (Ex Parte of Five)                         | Helen Shaver        | Carla Kettner                                                              | 2003. október 7.     |
| 97.  | 4.  | A szakma csínyja-bínyja (Tricks of the Trade)                   | Peter Levin         | Lyla Oliver                                                                | 2003. október 14.    |
| 98.  | 5.  | Nem az én emberem (The Wrong Man)                               | James Frawley       | Carol Barbee                                                               | 2003. október 21.    |
| 99.  | 6.  | Tüzes helyzet (Into the Fire)                                   | Kevin Dowling       | Paul Guyot                                                                 | 2003. október 28.    |
| 100. | 7.  | Szoknyás fiúk (Kilt Trip)                                       | Alan Myerson        | Karen Hall és Alex Taub                                                    | 2003. november 4.    |
| 101. | 8.  | A hosszú búcsú (The Long Goodbye)                               | Vincent Misiano     | Barry O'Brien                                                              | 2003. november 11.   |
| 102. | 9.  | Kamaszkor (Rumspringa)                                          | Mel Damski          | Stephanie Ripps                                                            | 2003. november 25.   |
| 103. | 10. | A szingli anya és a szex (Sex and the Single Mother)            | Karen Arthur        | Történet: Carla Kettner Tévéjáték: Barry O'Brien és Paul Guyot             | 2003. december 16.   |
| 104. | 11. | Keresztelők (Christenings)                                      | Martha Mitchell     | Carol Barbee                                                               | 2004. január 6.      |
| 105. | 12. | A sötétségen túl (Dancing in the Dark)                          | Andrew Robinson     | Lyla Oliver                                                                | 2004. január 13.     |
| 106. | 13. | Az apa bűnei (Sins of the Father)                               | Richard Gershman    | Alison Carey                                                               | 2004. február 3.     |
| 107. | 14. | Roadhouse Blues (Roadhouse Blues)                               | Helen Shaver        | Barry O'Brien                                                              | 2004. február 10.    |
| 108. | 15. | A hartfordi farkasemberek (Werewolves of Hartford)              | Jessica Landaw      | Paul Guyot                                                                 | 2004. február 17.    |
| 109. | 16. | Kísért a múlt (Baggage Claim)                                   | Lewis H. Gould      | Történet: Stephanie Ripps Tévéjáték: Carol Barbee                          | 2004. február 24.    |
| 110. | 17. | A véget nem érő dal (The Song that Never Ends)                  | James Frawley       | Történet: Lyla Oliver Tévéjáték: Paul Guyot és Barry O'Brien               | 2004. március 2.     |
| 111. | 18. | Egyszer használatos (Disposable)                                | Alan Myerson        | Diego Gutierrez                                                            | 2004. március 16.    |
| 112. | 19. | Rapid randi (The Quick and the Dead)                            | Andrew Robinson     | Lyla Oliver                                                                | 2004. április 6.     |
| 113. | 20. | Slade falatozója (Slade's Chophouse)                            | Fred Gerber         | Karen Hall                                                                 | 2004. április 27.    |
| 114. | 21. | Profetikus elhanyagolás (Predictive Neglect)                    | James Frawley       | Rob Fresco                                                                 | 2004. május 4.       |
| 115. | 22. | Én kis csellengőm (My Little Runway)                            | Helen Shaver        | Carol Barbee                                                               | 2004. május 11.      |
| 116. | 23. | Szex, hazugságok és az Expedia.com (Sex, Lives and Expedia.com) | James Frawley       | Történet: Paul Guyot és Barry O'Brien Tévéjáték: Karen Hall és Lyla Oliver | 2004. május 18.      |

## 6. évad (2004-2005)
| Sor. | Év. | Cím                                                | Rendező            | Író                               | Premier              |
| ---- | --- | -------------------------------------------------- | ------------------ | --------------------------------- | -------------------- |
| 117. | 1.  | Felelősség (Accountability)                        | James Frawley      | Richard Kramer és Carol Barbee    | 2004. szeptember 28. |
| 118. | 2.  | Altató (Lullaby)                                   | Helen Shaver       | Barry O'Brien                     | 2004. október 12.    |
| 119. | 3.  | Örökség (Legacy)                                   | Fred Gerber        | Constance M. Burge                | 2004. október 19.    |
| 120. | 4.  | Egyetértés (Consent)                               | Alan Myerson       | Samuel Bernstein                  | 2004. október 26.    |
| 121. | 5.  | Rend és káosz (Order and Chaos)                    | Matt Shakman       | Christopher Ambrose               | 2004. november 23.   |
| 122. | 6.  | Idejében (Catching It Early)                       | Lewis H. Gould     | K.J. Steinberg                    | 2004. november 30.   |
| 123. | 7.  | Korai tél (Early Winter)                           | James Frawley      | Stephen Scaia és Matthew Federman | 2004. december 7.    |
| 124. | 8.  | Feltételes megadás (Conditional Surrender)         | Helen Shaver       | Matthew J. Lieberman              | 2004. december 14.   |
| 125. | 9.  | A csend ideje (Silent Era)                         | Martha Mitchell    | Carol Barbee                      | 2005. január 11.     |
| 126. | 10. | Hosszútáv (The Long Run)                           | Andrew Robinson    | Barry O'Brien                     | 2005. január 18.     |
| 127. | 11. | 10000 lépés (10,000 Steps)                         | Richard Gershman   | Constance M. Burge                | 2005. január 25.     |
| 128. | 12. | Te nem ismersz engem (You Don't Know Me)           | James Kramer       | Christopher Ambrose               | 2005. február 1.     |
| 129. | 13. | Álmodj csak... (Dream a Little Dream)              | James Frawley      | Adam Belanoff                     | 2005. február 15.    |
| 130. | 14. | Boldog születésnapot! (Happy Birthday)             | Helen Shaver       | Carol Barbee                      | 2005. február 22.    |
| 131. | 15. | Nehezen kapható (Hard to Get)                      | Bill Rauch         | Matthew J. Lieberman              | 2005. március 8.     |
| 132. | 16. | Papírtologatás (The Paper War)                     | Fred Gerber        | Stephen Scaia és Matthew Federman | 2005. március 15.    |
| 133. | 17. | Az új norma (The New Normal)                       | Helen Shaver       | David McMillan                    | 2005. március 22.    |
| 134. | 18. | Sajnálom, hogy hiányoztál (Sorry I Missed You)     | Alan Myerson       | K.J. Steinberg                    | 2005. április 5.     |
| 135. | 19. | Forradalom minden percben (Revolutions Per Minute) | John Kent Harrison | Robert Levine                     | 2005. április 12.    |
| 136. | 20. | Túl késő (Too Little, Too Late)                    | Jessica Landaw     | Christopher Ambrose               | 2005. április 19.    |
| 137. | 21. | A távozás (Getting Out)                            | Richard Gershman   | Barry O'Brien                     | 2005. április 26.    |
| 138. | 22. | Nevem Amy Gray... (My Name is Amy Gray...)         | Helen Shaver       | Carol Barbee                      | 2005. május 3.       |